# Dedza Mountain
Dedza Mountain är ett berg i Malawi. Det ligger i distriktet Dedza District och regionen Central Region, i den södra delen av landet. Toppen på Dedza Mountain är 2 176 meter över havet.
Terrängen runt Dedza Mountain är varierad. Dedza Mountain är den högsta punkten i trakten. Närmaste större samhälle är Dedza, 4,5 km söder om Dedza Mountain. Omgivningarna runt Dedza Mountain är en mosaik av jordbruksmark och naturlig växtlighet.